# Opisthoxia halala
Opisthoxia halala är en fjärilsart som beskrevs av Druce 1900. Opisthoxia halala ingår i släktet Opisthoxia och familjen mätare. Inga underarter finns listade i Catalogue of Life.